# Eragrostis hirta
Eragrostis hirta är en gräsart som beskrevs av Eugène Pierre Nicolas Fournier. Eragrostis hirta ingår i släktet kärleksgrässläktet, och familjen gräs. Inga underarter finns listade i Catalogue of Life.